# Csák Máté (erdélyi vajda)
Csák nembeli II. Máté (†1283-84) a Csák nemzetség trencséni ágának tagja, I. Máté fia, Csák Máté, a közismert tartományúr nagybátyja, nádor, erdélyi vajda, szlavón bán.
Házasságából gyermeke nem született, ezért vagyonát unokaöccse, Csák Máté örökölte.

## Élete
Legidősebb testvérének, Márknak a tevékenységéről semmit sem tudunk, de utódait ismerjük. Másik két fiútestvérével, Istvánnal és Péterrel együtt agresszív birtokszerző politikát folytattak. Oklevélben először 1270. június 13-án jelenik meg a neve, mint erdélyi vajdáé. Azt jelzi ez, hogy IV. Béla május 3-ai halála után jutott csak szerephez, de előtte nyilván fontos ember lehetett István ifjabb király udvarában, aki V. Istvánként követte apját a királyi trónon. Egy 1273-as oklevél szerint az apjával folytatott belháborúban, 1264–1265-ben V. István oldalán harcolt ő is és öccse, Péter is. Máténak ezt a király az erdélyi vajdai tisztséggel és Szolnok vármegye ispánságával köszönte meg. 1271-ben részt vett a II. Ottokár cseh király elleni háborúban. A vajdai tisztséget királya haláláig (1272. augusztus 6.) megtartotta, mert még augusztus 3-án is így említik.
IV. Béla és V. István küzdelme kapcsán két vezető bárói csoport alakult ki az 1260-as évekre. Az egyik a Héder nemzetség Kőszegi-ága – Héder Henrik vezetésével, akit a kortársak hatalma miatt Nagy Henriknek is hívtak – és a velük szövetséges Gutkeled nemzetség – főleg Gutkeled Joakim – által fémjelzett, IV. Béla mellett álló csoport. Az ő hívük volt többek között a Geregye nemzetség is. A másik a Csák nemzetség trencséni ága által vezetett V. Istvánt támogató párt. IV. Béla halálakor pártjának vezetői külföldre menekültek V. Istvántól való félelmükben, de István halálakor visszatértek és a kiskorú IV. László idején kormányzó anyakirályné, Kun Erzsébet idején ismét részt kértek a hatalomból. Ezután a két párt tagjai sűrűn, évente akár többször is váltogatták egymást az országos és udvari tisztségekben.
II. Máté 1272. november 27-től 1273 márciusáig volt szlavón bán, augusztustól decemberig  országbíró, egyben Bánya (talán Vígvárral azonos) ispánja. 1274. szeptemberétől ismét erdélyi vajda és szolnoki ispán 1275. őszéig, amikortól tárnokmester és ismét bányai ispán, 1276 nyaráig, amikortól őszig erdélyi vajda és ezután egy évre kiszorul a hatalomból. 1277 őszétől soproni, vasvári és mosoni ispán, decembertől bán. 1278 nyarán soproni és bányai ispán. 1278 őszétől rövid megszakítással 1280 nyaráig nádor és a kunok bírája, egyben olykor-olykor somogyi és soproni ispán. 1282-től haláláig (1283-84) ismét nádor.
II. Máté és a trencséni Csákok végig hűek maradtak IV. Lászlóhoz is. A másik pártról ez nem mondható el. Héder Henrik a száműzetésből való hazatértekor, 1272-ben meggyilkolta Béla macsói és boszniai herceget, 1274-ben pedig Gutkeled Joakimmal együttműködve elfogta IV. László királyt, majd annak kiszabadulása után öccsét, András herceget, 1274-ben pedig belháborút robbantottak ki a király, formailag a királyhű Csákok ellen. Máté 1273-ban Karintiában és Stájerországban harcolt II. Ottokár ellen, 1278. augusztus 26-án pedig az egyik magyar sereg vezére volt a dürnkruti csatában, ahol a másik magyar sereget a rivális pártbeli Gutkeled István vezette. A csatában a borotvált arcú magyarok között a szakállas Máté vitézsége még az ellenségnek is feltűnt. A csatában egyszer lováról lebukva életét Osl Dénes mentette meg, akinek ezért nádorként egy falut (Dág) adományoztatott a királlyal 1279-ben az éppen általa kivégeztetett Péter soproni polgár vagyonából. 1278-ban nádorként fontos szerepe volt a Gutkeledek és a Babonicsok közötti belháború lezárásában. Nádorként néha túlkapásokra is ragadtatta magát. A király figyelmeztette, hogy ne zaklassa Gutkeled Lotárdot két Pozsony vármegyei falu birtoklásáért, mert azokat ő királyi adományul kapta és már nem királyi birtokok. Egyszer a Velencei Köztársaság viszont azért kereste meg, hogy adjon elégtételt egy velencei kereskedőnek, akit Héder Henrik károsított meg.

## Birtokai
Birtokai voltak Komárom vármegyében a Dunától északra Hetényben, ahol korábban testvérének, Istvánnak is, és délre Bille. 1283. április 15-i végrendelete – volt több is – szerint Prasic, Nemcsic és Jác birtokokat Nyitra vármegye északi részén, – amelyeket valószínűleg örökölt, méghozzá testvérétől, Istvántól, mivel annak birtokközpontjához, Hrussó várhoz nagyon közel estek – feleségére, majd annak halála után testvérére – nyilván Péterre hagyja. A Komárom vármegyei Gyirokot és Nándort – amelyek szerzett és nem öröklött birtokai voltak – a margitszigeti apácakolostorra hagyta, ahol anyja sokáig élt.
Máté saját birtokközpontját Tapolcsány körül építette ki, látszik, hogy nyitrai birtokait magának és rokonainak megtartotta, és az ettől távol eső Komárom megyei birtokait adományozta az egyháznak. A tapolcsányi várat is ő vagy öccse Péter építtette. Valószínűleg Pozsony megyében is voltak birtokai vagy familiárisai, talán egyikük volt Hont-Pázmány Tamás, akinek érdekében eljárt Monoszló Lodomér esztergomi érseknél, hogy a neki okozott 3000 márka kárt letudja 300 márka lefizetésével. A Csák nemzetség Pozsony megyei terjeszkedése súrlódásokat okozott az ott már régóta birtokos Kőszegi családdal.